# Ateleopodidae
Los ateleopólidos (Ateleopodidae) son la única familia del orden Ateleopodiformes, pequeño grupo de peces marinos teleósteos habitantes de aguas profundas. Se distribuyen por el mar Caribe, este del océano Atlántico y algunas áreas del Índico y Pacífico.
Sus esqueletos tienen abundante cartílago, aunque son verdaderos peces óseos y no están relacionados con los condrictios. Su cuerpo, en algunas especies de hasta 2 m, tiene una gran cabeza con una nariz bulbosa, y generalmente tienen el cuerpo alargado y terminado puntiagudo en una cola con la aleta caudal muy pequeña. Las aletas dorsales tienden a ser muy prominentes y situadas justo detrás de la cabeza.
La mayoría son especies raras y poco conocidas, aunque el Guentherus altivela tiene un potencial interés para la pesca comercial.

## Géneros y especies
La familia ateleopódidos contienen sólo trece especies agrupadas en 4 géneros:
- Orden Ateleopodiformes
  - Familia Ateleopodidae
    - Género Ateleopus (Temminck y Schlegel, 1846)
      - Ateleopus indicus (Alcock, 1891)
      - Ateleopus japonicus (Bleeker, 1854)
      - Ateleopus natalensis (Regan, 1921)
      - Ateleopus purpureus (Tanaka, 1915)
      - Ateleopus tanabensis (Tanaka, 1918)

    - Género Guentherus (Osório, 1917)
      - Guentherus altivela (Osório, 1917) - Ancestro negro.
      - Guentherus katoi (Senou, Kuwayama y Hirate, 2008)

    - Género Ijimaia (Sauter, 1905)
      - Ijimaia antillarum (Howell Rivero, 1935) - Ateleopódido antillano.
      - Ijimaia dofleini (Sauter, 1905)
      - Ijimaia fowleri (Howell Rivero, 1935)
      - Ijimaia loppei (Roule, 1922) - Pata de pulpo.
      - Ijimaia plicatellus (Gilbert, 1905)

    - Género Parateleopus (Smith y Radcliffe en Radcliffe, 1912)
      - Parateleopus microstomus (Smith y Radcliffe, 1912)